# 天主教拉巴特總教區
天主教拉巴特總教區 （拉丁語：Archidioecesis Rabatensis、阿拉伯语：‎）是摩洛哥一個羅馬天主教總教區，直屬教廷。
教座包括摩洛哥南部、昔日稱為法屬摩洛哥的地區，教座位於首都拉巴特。2010年有教友25,000人、廿八個堂區、卅一名司鐸。現任總主教為味噌爵·朗德爾。
1923年7月2日自摩洛哥代牧區析出，設拉巴特代牧區。1955年9月14日升為總教區。